# Revelation 666 - The Curse of Damnation
Revelation 666 - The Curse of Damnation är det fjärde studioalbumet med det norska black metal-bandet Old Man's Child. Albumet utgavs 2000 av skivbolaget Century Media Records.

## Låtlista
1. "Phantoms of Mortem Tales" – 5:35
2. "Hominis Nocturna" – 5:22
3. "In Black Endless Void" – 4:27
4. "Unholy Vivid Innocence" – 5:06
5. "Passage to Pandemonium" – 4:13
6. "Obscure Divine Manifestation" – 4:20
7. "World Expiration" – 6:06
8. "Into Silence Embrace" – 5:02

- Text: Galder (spår 1–5, 7, 8), Memnock (spår 2), Jardar (spår 3), Grimar (spår 4, 6)
- Musik: Galder

## Medverkande
Musiker (Old Man's Child-medlemmar)
- Galder (Thomas Rune Andersen Orre) – sång, gitarr, keyboard
- Jardar (Jon Øyvind Andersen) – gitarr
- Tjodalv (Ian Kenneth Åkesson) – trummor
- Memnock (Håkon Didriksen) – basgitarr
- Grimar (Jan Roger Halvorsen) – trummor

Bidragande musiker
- Marielle Anderson – sång

Produktion
- Peter Tägtgren – producent, ljudtekniker, ljudmix
- Galder – producent
- Axel Hermann – omslagsdesign
- Stefan Wibbeke – omslagsdesign, omslagskonst
- Carsten Drescher – omslagsdesign, omslagskonst
- Wolfgang Bartsch – foto, omslagskonst
- Axel Jusseit – foto
- Christophe Szpajdel – logo